# Heinrich von Reuschenberg zu Overbach
Heinrich von Reuschenberg zu Overbach (* im 16. Jahrhundert; † 15. Oktober 1626) war Domherr in Münster und Lüttich.

## Leben

### Herkunft und Familie
Heinrich von Reuschenberg war der älteste Sohn des Wilhelm von Reuschenberg und Overbach und dessen Gemahlin Margarethe von Gülpen und gehörte damit zu einer Nebenlinie der landadeligen Familie von Reuschenberg. Sein Bruder Johann war kaiserlicher Obrist und Erbmarschall des Herzogs von Limburg. Seine Schwester Philippine war Herrin zu Helmond, Anna Äbtissin in Roermond.

### Wirken
Am 17. Oktober 1589 ließ Heinrich durch seinen Bevollmächtigten Dr. Christian Lauwenberg aus Köln mitteilen, dass er die Dompräbende des verstorbenen Domkellners Melchior von Büren durch die Römische Kurie erworben habe. Zunächst wurde er abgewiesen und schickte am 15. Januar 1590 ein päpstliches Mandat. Auch dieses Mal verweigerte das Domkapitel aus formalen Gründen die Anerkennung. Die Schwierigkeiten entstanden auch dadurch, dass Reuschenberg die Präbende mit 80 Golddukaten an Franciscus Oranus belastet hatte. Mit der Zusage, innerhalb von vier Monaten den Nachweis zu erbringen, dass die Präbende unbelastet ist, konnte er am 17. Juni 1591 diese nach Aufschwörung auf die Geschlechter Reuschenberg, Nesselrode, Gülpen und Arckenteil in Besitz nehmen. Seit 1591 war Heinrich Propst und Domherr in Lüttich. Am 15. November 1593 legte er eine Bestätigung des Domkapitels Lüttich über seine dortige Abmeldung vor. Von nun an residierte er in Münster. Am 12. Juni 1597 stellte er sein Amt zur Verfügung. Heinrich war im Besitz der Obedienzen Buldern und Roxel.